# West Swanzey (Nova Hampshire)
West Swanzey é uma Região censo-designada localizada no estado americano de Nova Hampshire, no Condado de Cheshire.

## Demografia
Segundo o censo americano de 2000, a sua população era de 1118 habitantes.

## Geografia
De acordo com o United States Census Bureau tem uma área de
6,6 km², dos quais 6,6 km² cobertos por terra e 0,0 km² cobertos por água.

## Localidades na vizinhança
O diagrama seguinte representa as localidades num raio de 24 km ao redor de West Swanzey.